# Kryżyk
Kryżyk (ukr. Крижик) – wieś na Ukrainie, w obwodzie sumskim, w rejonie sumskim, w hromadzie Worożba. W 2001 liczyła 129 mieszkańców, spośród których 125 wskazało jako ojczysty język ukraiński, a 4 rosyjski.